# جائزة بريطانيا الكبرى للدراجات النارية 2011
جائزة بريطانيا الكبرى للدراجات النارية 2011 هو سباق دراجات نارية أقيم بتاريخ 12 يونيو 2011 في حلبة سلفرستون. كان الجولة السادسة من أصل 18 في سباق الجائزة الكبرى للدراجات النارية موسم 2011. فاز الأسترالي كيسي ستونر بفئة الموتو جي بي

## وصلات خارجية
- الموقع الرسمي